# Marcelo Müller
Marcelo Müller (nascido em 21 de março de 1978) é um diretor, roteirista e professor de cinema brasileiro.
Responsável pelo roteiro de Infância Clandestina, Brilhante FC  e, mais atual, Eu te levo, foi o único roteirista brasileiro a receber o Prêmio Coral de Roteiro Inédito de Havana, um dos reconhecimentos mais relevantes para roteiristas da América Latina.

## Biografia
Graduou-se em direção de Cinema e TV pelo curso regular da Escuela Internacional de Cine y Televisión (EICTV- Cuba, 1999- 2001) e na carreira de Cinema e Vídeo da Escola de Comunicações e Artes da USP (1997- 2003), especializando-se em Roteiro Cinematográfico. Doutor em Meios e Processos Audiovisuais e Mestre em Ciências da Comunicação pela Escola de Comunicações e Artes da USP. Entre os diversos cursos livres que participou, destaca-se a oficina “Como Contar un Cuento”, do Prêmio Nobel de Literatura Gabriel García Marquez, ministrada na EICTV em dezembro de 2005 e em Guadalajara em março de 2006. 
É o único roteirista brasileiro a receber o Prêmio Coral de Roteiro Inédito do Festival de Havana (2009), considerado um dos reconhecimentos mais relevantes para roteiristas na América Latina, por seu trabalho em “Infância Clandestina”. Por este mesmo filme, conquistou os dois prêmios mais importantes do cinema argentino: O Prêmio Sur, concedido pela Academia Argentina de Artes e Ciências Cinematográficas e o Prêmio Condor, da Associação de Cronistas Cinematográficos. Infância Clandestina estreou na Quinzena dos Realizadores de CANNES (2012) e foi distribuído em mais de vinte países, com bilheterias expressivas na Argentina (mais de 200 mil espectadores) e França (mais de 60 mil), além ter recebido prêmios de melhor filme em festivais relevantes (Guadalajara 2013, Huelva 2013, Philadelfia 2012, San Sebastian 2011) e uma grande quantidade de prêmios técnicos. 
Também escreveu o roteiro dos longas-metragens “Amanhã Nunca Mais” (Tadeu Jungle, 2011); “O Outro Lado do Paraíso” (André Ristum, 2014); e o telefilme “A Tragédia da Rua das Flores", adaptado da obra homônima de Eça de Queiroz, que foi ao ar na TV Record em 21/12/2012.
É co-autor e co-roteirista da série “Brilhante Futebol Clube” (13 episódios de 26 minutos), ganhadora do FICTV, que foi exibida com sucesso pela TV Brasil, TV Cultura, Nickelodeon, além de estar disponível em diversas plataformas de Video On Demand.
Trabalhou como writer-producer de televisão, no departamento de on-air do canal Jetix (anteriormente Fox Kids e atualmente Disney XD), junto à The Walt Disney Co. Latinoamérica, em Buenos Aires, entre 2003 e 2004. Suas funções envolviam a produção de todo o material de comunicação do canal para a transmissão brasileira, a coordenação da produção de intersticials e parte das ações de organização e gestão da equipe. Ao regressar ao Brasil, dirigiu e produziu 10 episódios da série “X-Cam”, exibida pelo canal Jetix em 2006. 
“Eu Te Levo”, é seu primeiro longa-metragem de ficção como diretor. O roteiro foi escrito com Iana Cossoy Paro, também formada pela EICTV, e o filme tem Anderson Di Rizzi como Rogério, personagem principal da trama. O longa dá continuidade ao seu trabalho autoral desenvolvido anteriormente nos curtas-metragens “São Paulo Railway” (2010), “Bendita TV” (2001) e do documentário “Cititur pelo Velho e Novo Santo Amaro” (2010). Tal e qual no longa-metragem, o roteiro destes filmes é de Marcelo.  
Atuou também na área institucional e publicitária. Entre seus trabalhos institucionais de mais destaque está o vídeo para a Petrobras “Sonidos de la Tierra: La musica transforma las personas”, filmado no Paraguai (2011).  
Foi diretor Artístico e Coordenador Executivo do Sonhar TV. Projeto do Ministério da Cultura do Brasil de discussão da televisão brasileira (resultados em www.sonhar.tv). Sociedade de Amigos da Cinemateca/ Academia de Cultura – 2012. 
Com vasta experiência acadêmica, ministra anualmente cursos de roteiro e direção na EICTV, tanto no Curso Regular quanto no mestrado em roteiro cinematográfico. Entre 2011 e 2012, representou a EICTV no Brasil para a realização de cursos no país, sob a chancela do projeto “EICTV Extramuros” (2011- 2012), participando da organização deste projeto a nível mundial. Foi bolsista de Iniciação Científica no Projeto de Recepção de Telenovela da ECA – USP, também trabalhou no Núcleo Aruanda de Produção e Pesquisa em Documentário e o Núcleo de Comunicação e Educação (projeto EducomTV), o que permitiu a sua compreensão do audiovisual além do universo da produção.  Atualmente, é professor do curso de Cinema e Audiovisual da Universidade de Fortaleza (Unifor), ministrando disciplinas como Cine Experiência I, que explora o diálogo entre a arte e a cidade, Cinema Brasileiro, Narrativas Audiovisuais, Roteiro I e Roteiro II. Além disso, é coordenador do Laboratório de Mídias Digitais na mesma instituição (Unifor), onde explora a troca de ideias e a experimentação audiovisual para a integração dos estudantes com a sociedade que o rodeia.

## Carreira

### Filmografia
| Ano  | Produção                                                | Tipo de Produção      | Função                             | Ref.        |
| ---- | ------------------------------------------------------- | --------------------- | ---------------------------------- | ----------- |
| 2014 | O Outro Lado do Paraíso                                 | Longa-Metragem        | Roteiro                            | [ 4 ] [ 6 ] |
| 2014 | Eu te Levo                                              | Longa-Metragem        | Roteiro e Direção                  | [ 4 ] [ 6 ] |
| 2012 | A Tragédia da Rua das Flores                            | Telefilme             | Roteiro                            | [ 4 ] [ 6 ] |
| 2011 | Brilhante FC                                            | Série                 | Co-autoria e Roteiro               | [ 4 ] [ 6 ] |
| 2011 | Infância Clandestina                                    | Longa-Metragem        | Roteiro                            | [ 4 ] [ 6 ] |
| 2011 | Amanhã Nunca Mais                                       | Longa-Metragem        | Roteiro                            | [ 4 ] [ 6 ] |
| 2010 | Sonidos de la Tierra: La musica Transforma las Personas | Vídeo Institucional   | Roteiro e Direção                  | [ 4 ] [ 6 ] |
| 2010 | São Paulo Railway                                       | Curta-Metragem        | Roteiro e Direção                  | [ 4 ] [ 6 ] |
| 2009 | Cititur Pelo Velho e Novo Santo Amaro                   | Documentário          | Roteiro e Direção                  | [ 4 ] [ 6 ] |
| 2007 | Futuro do Presente                                      | Vídeos Institucionais | Co-Direção                         | [ 4 ] [ 6 ] |
| 2007 | X-Cam                                                   | Série                 | Direção e Produção de 10 episódios | [ 4 ] [ 6 ] |
| 2007 | Veo-Veo                                                 | Curta-Metragem        | Roteiro                            | [ 4 ] [ 6 ] |
| 2006 | Había una vez unos niños                                | Episódio Piloto       | Direção e Produção                 | [ 4 ] [ 6 ] |

### Filmografia Acadêmica
| Ano  | Produção                     | Tipo de Produção | Onde    | Função                |
| ---- | ---------------------------- | ---------------- | ------- | --------------------- |
| 2001 | Bendita TV                   | Curta-Metragem   | EICTV   | Roteiro e Direção     |
| 2001 | Adiós Carnaval               | Curta-Metragem   | EICTV   | Roteiro e Direção     |
| 2001 | Refugio en la Oscuridad      | Curta-metragem   | EICTV   | Assistente de Direção |
| 2000 | Las Naranjas Pesan Demasiado | Curta-metragem   | EICTV   | Assistente de Direção |
| 2000 | Muerte Súbita                | Documentário     | EICTV   | Roteiro e Direção     |
| 2000 | Girasoles                    | Curta-Metragem   | EICTV   | Roteiro e Direção     |
| 2000 | Galharufa                    | Curta-metragem   | ECA USP | Roteiro e Direção     |
| 2000 | El Extranjero                | Curta-metragem   | EICTV   | Produção              |
| 2000 | Finca la Piedad              | Curta-metragem   | EICTV   | Direção de Fotografia |
| 1999 | O Mundo Segundo Silvio Luiz  | Curta-metragem   | ECA USP | Direção de Fotografia |
| 1999 | Cruzamento #1                | Curta-metragem   | ECA USP | Produção              |
| 1999 | Made in China                | Curta-metragem   | ECA USP | Assistente de Direção |
| 1999 | Memórias                     | Curta-metragem   | ECA USP | Direção de Fotografia |
| 1998 | Três e Meia                  | Curta-metragem   | ECA USP | Direção               |
| 1998 | Receita de Família           | Curta-metragem   | ECA USP | Produção              |
| 1998 | Imposturas                   | Curta-metragem   | ECA USP | Direção de Fotografia |
| 1998 | Gato Pardo                   | Curta-metragem   | ECA USP | Direção de Arte       |

### Prêmios
- Premiado pelo Edital de Produção de Longa-metragem de Baixo Orçamento do Ministério da Cultura por "Eu te Levo" (2013)
- Indicação argentina ao Oscar de Melhor Filme Estrangeiro por "Infância Clandestina"
- Prêmio Sur (Academia de Artes e Ciências Cinematográficas da Argentina) de Roteiro Original por "Infância Clandestina"
- Prêmio Condor (Associação de Críticos de Cinema da Argentina) de Roteiro por "Infância Clandestina"
- Prêmio Coral de melhor roteiro inédito no Festival de Havana por "Infância Clandestina" (2009)
- Prêmio Estímulo de Curtas Metragens da Secretaria do Estado da Cultura de São Paulo por "São Paulo Railway"
- Premiado e financiado pelo Edital de Desenvolvimento de projetos de Telefilme da Secretaria do Estado da Cultura por "A vida não passa de um dia" (2009)
- Prêmio "Nuevas Miradas" de desenvolvimento de projetos para "Cupuaçu", Festival Internacional del Nuevo Cine Latinoamericano de la Habana e EICTV (2008)
- Prêmio SIGNIS de curta-metragem por "Veo-Veo" (2005)
- Certificado de reconhecimento ao trabalho, EICTV- Escuela Internacional de Cine y Televisión de San Antonio de los Baños- Cuba (2005)
- Menção Honrosa ao curta-metragem "Bendita TV", 28a Jornada Internacional de Cinema da Bahia (2001)